# Vilém Jindřich Nasavsko-Saarbrückenský
Vilém Jindřich Nasavsko-Saarbrückenský (6. března 1718, Usingen – 24. července 1768, Saarbrücken) byl od roku 1741 až do své smrti knížetem Nasavsko-saarbrückenským. Byl osvíceneckým panovníkem, který se snažil své území zmodernizovat, zanechal však po sobě mnoho dluhů.

## Život

### Mládí

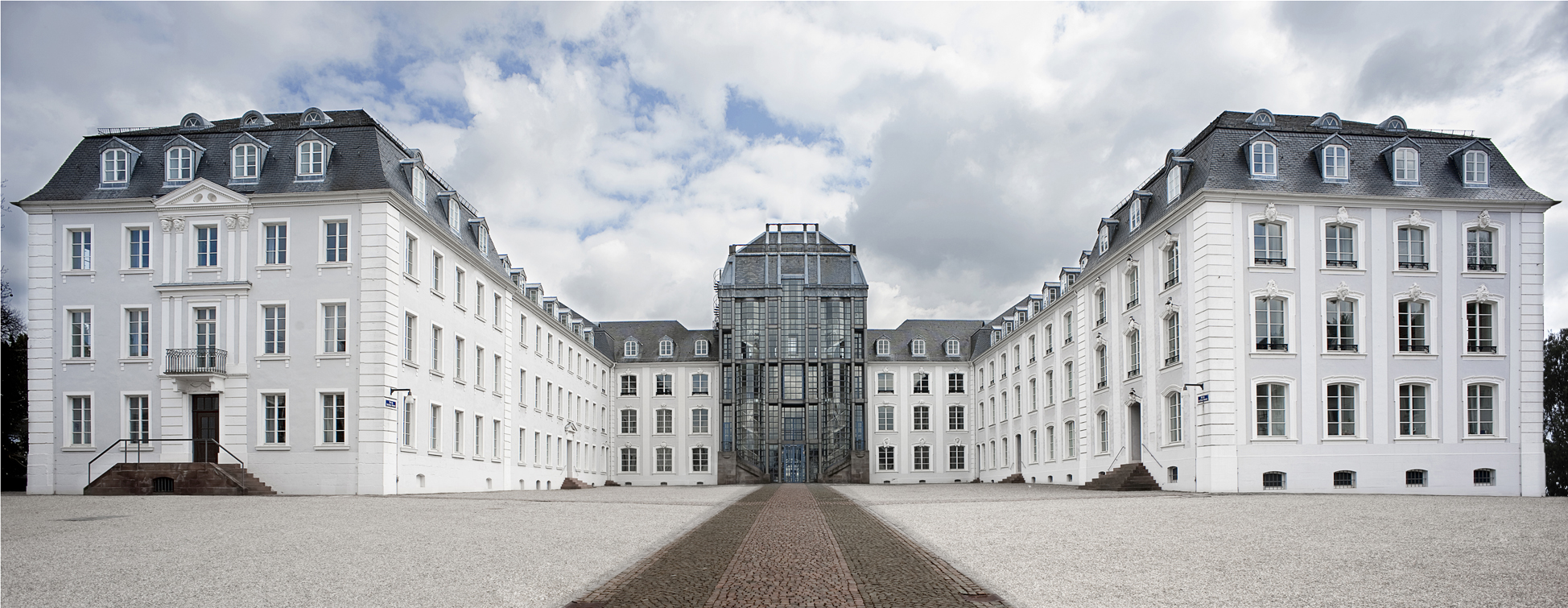
Zámek v Saarbrückenu, který nechal Vilém Jindřich zrenovovat

Vilém Jindřich se narodil 6. března 1718 v Usingenu jako pátý syn z celkem devíti dětí (nicméně, jen čtyři se dožily dospělosti) Viléma Jindřicha Nasavsko-Usingenského a jeho manželky Šarloty Amálie Nasavsko-Dillenburské. Avšak již pár týdnů po narození Viléma Jindřicha jeho otec umírá a regentem za syny se stává matka Šarlota Amálie. Ta vládla knížectví až do své smrti roku 1738. Svým dětem poskytla dobré vzdělání a vedla je ke kalvinismu. V letech 1730 a 1731 byl Vilém Jindřich i se starším bratrem Karlem vzděláván na Štrasburské univerzitě. Po krátkou dobu také pravděpodobně studoval na Ženevské univerzitě a mezi tamními reformovanými studenty byl oblíbený. Vilém Jindřich během své kavalírské cesty navštívil i dvůr francouzského krále Ludvíka XV., kde krátkou dobu pobýval.
Když zemřela matka Viléma Jindřicha, Šarlota, stal se regentem za mladšího bratra Karel a když Vilém Jindřich roku 1741 dovršil plnoletosti, rozhodli se, že si knížectví rozdělí. Stalo se tak ještě toho roku; starší Karel dostal Nasavsko-Usingen a Vilém Jindřich Nasavsko-Saarbrücken. Dělítkem těchto dvou území byla řeka Rýn. Nasavsko-Saarbrücukensko mělo přibližně pouze 22 000 obyvatel a rozlohou se řadilo mezi jedno z nejmenších knížectví Svaté říše římské.

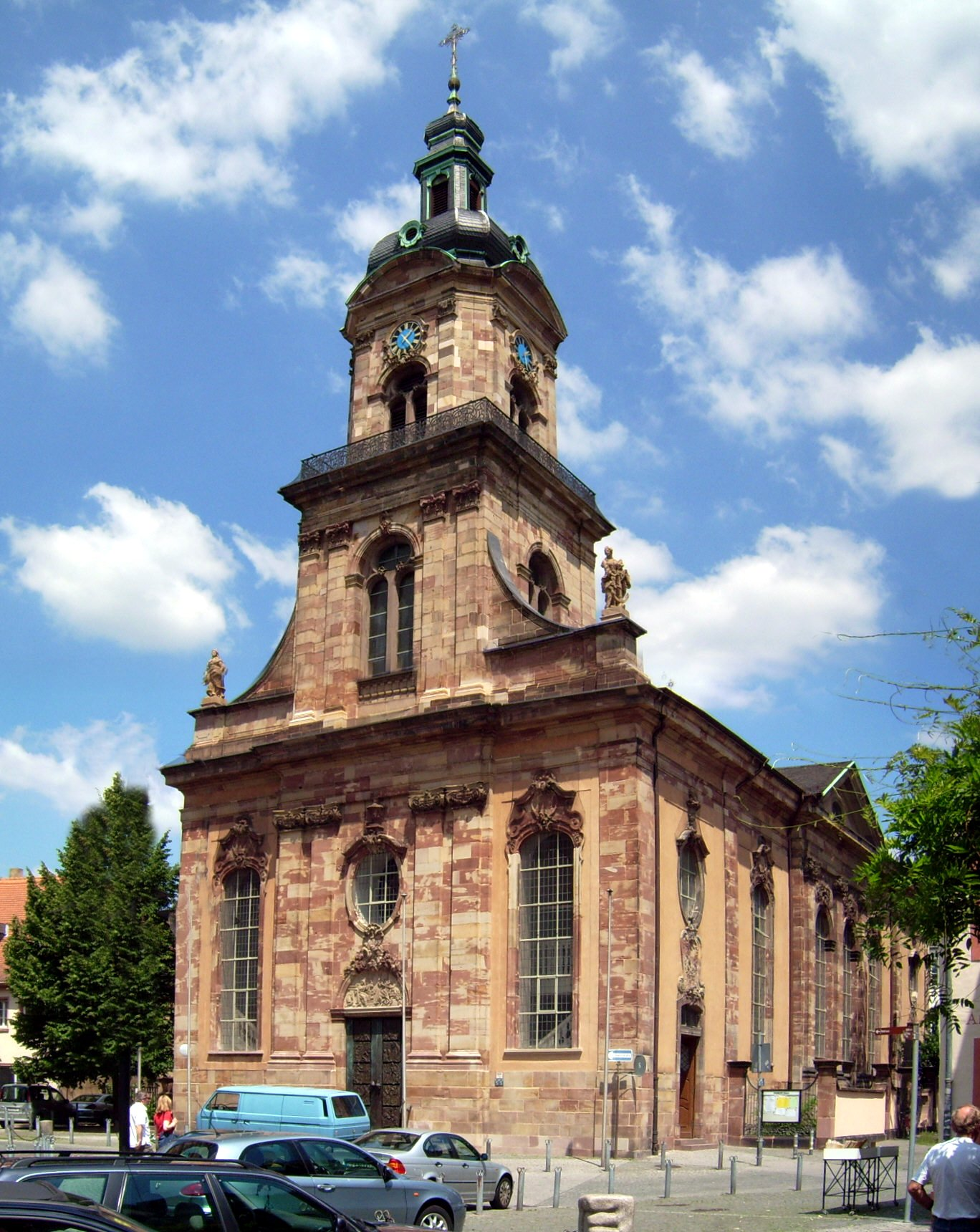
Bazilika svatého Jana

### Kníže Nasavsko-saarbrückenský
Již krátce po nástupu do funkce se Vilém Jindřich rozhodl účastnit se svým plukem Royal-Allemand války o rakouské dědictví. Roku 1742 svůj pluk prodal Hesensko-darmstadtskému lankrabství. Stalo se tak během korunovace Karla VII. a právě během této akce se Vilém Jindřich seznámil se svojí budoucí manželkou Žofií z Erbachu.
S vlastním plukem se účastnil i sedmileté války. Často cestovat do Francie, především do Paříže, kde byl povýšen na polního maršála. Byl dobrým knížetem a vytvořil moderní katastrální systém podle Rakouska. Podporoval moderní zemědělské postupy, například pěstování brambor a hubení škůdců. Podporoval i těžbu uhlí a zpracovávání železa. Znárodnil doly a pronajaté železárny. I přes jeho osvícenecké myšlení ale nezlepšil finanční stránku knížectví, protože časté výdaje za stavební práce knížecí truhlici značně vyčerpaly.
Saarbrückenu se vyhnula třicetiletá válka i válka reunii, což mělo pozitivní vliv na vývoj města. Bylo přestavováno do barokního stylu, většinu budov tehdy navrhl architekt Friedrich Joachim Stengel. Zajímavými památkami z té doby jsou například zámek v Saarbrückenu, kostel Ludwigskirche, nebo bazilika svatého Jana. Nechal také vybudovat řadu paláců a měšťanských domů. Stnnou stránkou jeho vlády byly dluhy, které po sobě zanechal.
Zemřel v Saarbrückenu jako padesátiletý 24. července 1768.

## Manželství a potomci
Dne 28. února 1742 si v Erbachu vzal Žofii (12. 7. 1725 Erbach – 10. 6. 1795 Aschaffenburg), dceru hraběte Jiřího Viléma z Erbachu. Měl s ní pět dětí, dospělosti se dožil jeden syn a dvě dcery.
- 1. Žofie Augusta (31. 1. 1743 Saarbrücken – 25. 1. 1747 Erbach)[4][3]
- 2. Ludvík (3. 1. 1745 Saarbrücken – 2. 3. 1794 Aschaffenburg), kníže Nasavsko-Saarbrückenský od roku 1768 až do své smrti[5][6][7]
I. ⚭ 1766 Vilemína Schwarzbursko-Rudolstadtská (22. 1. 1751 Rudolstadt – 17. 7. 1780 Saarbrücken)[8]
II. ⚭ 1787 Kateřina Kestová (1. 3. 1757 – 11. 12. 1829 Mannheim),[9][3] morganatické manželství
- 3. Fridrich August (2. 7. 1748 Saarbrücken – 8. 9. 1750 tamtéž)[10][3]
- 4. Anna Karolína (31. 12. 1751 Usingen – 12. 4. 1824 Glücksburg)[3][11][12]
I. ⚭ 1769 Fridrich Jindřich Šlesvicko-Holštýnsko-Sondebursko-Glücksburský (15. 3. 1747 Glücksburg – 13. 3. 1779 tamtéž), vévoda šlesvicko-holštýnsko-sondebursko-glücksburský od roku 1766 až do své smrti[13][14][15]
II. ⚭ 1782 Fridrich Karel Ferdinand Brunšvicko-Lüneburský (5. 4. 1729 Braunschweig – 27. 4. 1809 Glücksburg), polní maršál, vévoda brunšvicko-bevernský od roku 1781 až do své smrti[16][17][18][19]
- 5. Vilemína Jindřiška (27. 10. 1752 Saarbrücken – 21. 9. 1829)[20]
⚭ 1783 Ludvík Armand de Seiglières (29. 1. 1722 – 7. 9. 1790), markýz de Soyecourt-Feuquiere[21]